# Juhász László (klasszika-filológus)
Juhász László (Józseffalva, 1905. január 21. – Budapest, 1970. július 14.) klasszika-filológus, főiskolai tanár, a nyelvtudományok kandidátusa (1952).

## Életpályája
A szegedi egyetemen görög-latin filológiát tanult; 1929-ben diplomázott. Tanársegéd, majd előadó tanár volt a tanárképző intézetben. 1930-ban magánemberként indította el a Bibliotheca Scriptorum Medii Recentisque Aevorum című sorozatot (1945-ig). 1940-től óraadó tanár volt a szegedi polgári iskola tanárképző főiskolán, illetve tanár volt a Horthy-kollégiumban. 1949-ben a Magyar Tudományos Akadémia szótárszerkesztőségétől kapott munkát.

### Munkássága
A sorozatban a magyarországi és magyar vonatkozású 12–17. századi latinul írt művek kritikai kiadásai jelentek meg (1946-ig 39 kötet). Visszavonulva folytatta Janus Pannonius műveinek vizsgálatát és közreműködött a középkori latin szerzők újabb kiadásainak előkészítésében; így Szerémi György: Epistola de perditione regni Hungarorum (megjelent: Budapest, 1979).

## Magánélete
1955-ben feleségül vette Hajdú Helga (1907–1970) irodalomtörténész, könyvtárost és Budapestre költözött. Felesége halála után öngyilkos lett.

## Művei
- Jókai Mór: De duabus salicibus Enyediensibus (‚A nagyenyedi két fűzfa’ latin fordítása, Buday György metszeteivel, Szeged, 1927)
- De Iano Pannonio interprete Graecorum (Szeged, 1928)
- Scriptores latini (Budapest, 1930)
- Vázlatos latin nyelvtan (Budapest, 1930)
- Szemelvények a magyar történelem latinnyelvű kútfőiből (Eperjessy Kálmánnal, Budapest, 1935)
- Ad panem (himnusz a békéről, Szeged, 1950)
- A Képes Krónika szövegkritikája (Budapest, 1966)